# Inuplan
Inuplan er et grønlandsk rådgivende ingeniørfirma. Selskabet har hovedkontor i Nuuk, Grønland. Inuplan arbjeder med teknisk rådgivning indenfor byggeri, byggemodning, infrastruktur, anlægsarbejder, energi, vandforsyning og miljø.
Inuplan har kontorer i Qaqortoq og i Ilulissat. Inuplan havde i 2012 35 ansatte.

## Historie
Nielsen & Rauschenberger A/S oprettede i 1963 et lokalkontor i Godthåb (nu Nuuk), hvorfra der først blev udført byggeledelse og tilsyn med byggeopgaver og siden blev der udført projektering og rådgivning.
I 1979 blev lokalkontoret omdannet til et grønlandsk registreret firma ejet 100 % af N&R Gruppen i Danmark og skiftede navn til N&R Ingeniørit A/S. Fra 1990 til 1995 blev firmaet opkøbt af lokalt ansatte ingeniører. Da N&R gruppen solgte de sidste aktier og firmaet blev ejet 100 % af medarbejdere bosiddende i Grønland skiftede firmaet navn til INUPLAN A/S.

## Eksterne link
- inuplan